# يفغيني دغتيريوف (لاعب كرة قدم)
يفغيني دغتيريوف هو لاعب كرة قدم روسي في مركز الوسط، ولد في 7 فبراير 1993 في كوزنتسك في روسيا. لعب مع نادي أحمد غروزني ونادي ساتورن رامنسكوي ونادي فولغا نيجني نوفغورود.

## وصلات خارجية
- يفغيني دغتيريوف (لاعب كرة قدم) على موقع Soccerway.com (الإنجليزية)